# Luis Palau
Luis Palau (ur. 27 listopada 1934, zm. 11 marca 2021 w Portland) – amerykański ewangelista pochodzenia argentyńskiego.

## Życiorys
W młodości wyemigrował z Argentyny do USA. Odbył studia w Multnomah Bible College w Portland w stanie Oregon. Związał się blisko z Billy Grahamem, m.in. był jego tłumaczem w toku wielu ewangelizacji w krajach Ameryki Łacińskiej. Z czasem rozpoczął samodzielną działalność jako ewangelista. Poza Ameryką Łacińską działał m.in. w Egipcie, Chinach, i krajach Europy Wschodniej. W 1987 i 1990 przeprowadził kampanie ewangelizacyjne w Polsce.
W 2013 oświadczył, iż nowo wybrany papież Franciszek utrzymywał w Argentynie bliskie i przyjazne stosunki z ewangelikalnymi protestantami.